# Frederick Howard (officier)
Le major Frederick Howard (1785-1815) est un officier de l'armée britannique qui combat dans les guerres napoléoniennes et qui est tué à la bataille de Waterloo. Il est le "jeune et galant Howard" mentionné dans le poème de Lord Byron " Le pèlerinage de Childe Harold".

## Biographie
Il est né le 6 décembre 1785, et est le 3e fils de Frederick Howard, 5e comte de Carlisle et de Margaret, fille de Granville Leveson-Gower (1er marquis de Stafford) .
Il est tué alors qu'il mène la dernière charge à la bataille de Waterloo (18 juin 1815). Il est enterré à Waterloo, mais le 3 août 1815, son corps est exhumé et réenterré à Streatham. En 1879, ses restes sont enlevés de Streatham et ré-enterrés dans le mausolée familial du Château Howard, dans le Yorkshire .

## Famille
Howard épouse Francis, fille unique de William Henry Lambton, de Lambton Hall, Durham. Ils ont deux fils:  
- Frederick John Howard (1814-1897)
- Villiers Frederick Francis Howard (1815-1823)